# Gustav Ludwigson
Gustav Ludwigson, né le 20 octobre 1993 à Härryda en Suède, est un footballeur suédois qui évolue au poste d'ailier gauche au Ulsan Hyundai.

## Biographie

### Débuts
Né à Härryda en Suède, Gustav Ludwigson commence par jouer dans les divisions inférieures du football suédois, au Mölnycke IF, puis au Sävedalens IF (en).

### Örgryte IS
Le 21 décembre 2017, est annoncé le transfert de Gustav Ludwigson à l'Örgryte IS,. Il découvre alors la Superettan, la deuxième division suédoise. Il joue son premier match sous ses nouvelles couleurs dans cette compétition le 3 avril 2018, lors de la première journée de la saison 2018 contre le Varbergs BoIS. Il entre en jeu et son équipe l'emporte par deux buts à zéro.
Le 8 août 2018, il prolonge son contrat avec l'Örgryte IS de deux ans et demi.
Avec l'Örgryte, il inscrit un total de 23 buts en Superettan (D2). Le 12 juin 2018, il se met en évidence en étant l'auteur d'un doublé en championnat, sur la pelouse du GAIS (score final : 4-4).

### Hammarby IF
Le 8 août 2019, l'Hammarby IF annonce le recrutement de Gustav Ludwigson pour un contrat de trois ans. Le transfert est effectif à partir du 1er janvier 2020. Il joue son premier match pour Hammarby le 24 février 2020, à l'occasion d'une rencontre de coupe de Suède face au Varbergs BoIS. Il entre en jeu et délivre une passe décisive pour Muamer Tanković, participant ainsi à la victoire de son équipe par cinq buts à un. C'est avec ce club qu'il découvre l'Allsvenskan, l'élite du football suédois.
Le 18 octobre 2020, il marque son premier doublé en Allsvenskan, lors de la réception du Mjällby AIF, permettant à son équipe de l'emporter 4-2. Il inscrit un total de neuf buts en championnat cette saison là.
Il remporte avec Hammarby la coupe de Suède en 2021, le premier titre du club dans cette compétition. Hammarby affronte le BK Häcken en finale le 30 mai 2021. Il est titularisé lors de cette rencontre remportée par son équipe aux tirs au but.

### Ulsan Hyundai
Le 5 janvier 2023, Gustav Ludwigson rejoint la Corée du Sud pour s'engager en faveur du Ulsan Hyundai.
Ludwigson se fait remarquer dès son premier match pour Uslan en marquant également son premier but, le 25 février 2023, lors de la première journée de la saison 2023 de K League 1 face au Jeonbuk Hyundai Motors. Il entre en jeu à la place de Um Won-sang et marque le but vainqueur de son équipe (2-1 score final).

## Palmarès
Hammarby IF
- Coupe de Suède (1) :
  - Vainqueur : 2020-21.